# Динамо Арена імені Бориса Пайчадзе
«Динамо Арена» імені Бориса Пайчадзе — стадіон у Тбілісі, домашня арена футбольного клубу «Динамо» (Тбілісі), національної збірної Грузії з футболу та з регбі. Названий на честь видатного грузинського футболіста Бориса Пайчадзе. 2015 року стадіон приймав матч за Суперкубок УЄФА.